# Transporte Angamos
El Transporte Angamos era un buque de la Armada de Chile que se destacó durante la Guerra del Pacífico. Inicialmente era un buque mercante llamado «Belle City of Cork». Construido en los astilleros James E. Scott, Greenock para la Cork Steam Packet Co., Cork. Casco de hierro y propulsión a hélice. Máquina construida por Greenock Foundry Co. Tenía tres mástiles y aparejo de goleta. 
Se compró en 222000 libras en Reino Unido por Decreto del 17 de octubre de 1879 y se le puso ese nombre en homenaje al combate naval de Angamos. En su viaje al Pacífico, llevó un importante cargamento de armas.
Su caracterísctica principal era que estaba artillado con un cañón Armstrong de 8 pulgadas y de largo alcance, más de 7000 m, el mayor de la época, que le permitía bombardear Arica y Callao lejos del alcance de los cañones de sus fuertes, sin ser alcanzado por los disparos de las baterías peruanas. Por su velocidad y potencia de cañón, se estimaba que podía hacerle frente. 
Durante el bloqueo del Callao, estuvo presente en varios de los bombardeos y combates, al mando del capitán de fragata Luis Alfredo Lynch. Para defenderse de las lanchas de las fuerzas sutiles peruanas, se le montaron dos cañones pequeños. 
Para vengar el hundimiento del Loa y evitar que la corbeta peruana Unión rompiera el bloqueo, el contraalmirante Galvarino Riveros ordenó que el Angamos bombardeara El Callao desde el 30 de agosto. Ese día, el Angamos efectuó 6 disparos sin consecuencia alguna. El 31 de agosto, el Angamos hizo 25 disparos, hundiendo al pontón Tumbes. El 1 de septiembre, el Angamos hizo un primer bombardeo con 19 disparos, acertando uno en la Unión que le dañó una caldera; en la tarde reanudó el bombardeo pero fue atacada por la lancha peruana Urcos, a la que no pudo acertar y se retiró; el Angamos hizo 13 disparos en la tarde, los cuatro últimos con los cañones pequeños sobre la Urcos. El 3 de septiembre, el Angamos inició un nuevo bombardeo pero al quinto disparo salieron a enfrentársele las lanchas peruanas Arno, Lima y Urcos, siendo el Angamos apoyada por la corbeta O'Higgins; el resultado final, fue el hundimiento de la lancha Lima.
Durante el bombardeo del 11 de diciembre de 1880 voló el cañón de 8 pulgadas, que rodó sobre cubierta y se cayó al mar, llevándose consigo al teniente Tomás Segundo Pérez, que falleció. El accidente pudo deberse a que el montaje se había debilitado por su excesivo uso (380 disparos en 11 meses). 
A su bordo el 9 de septiembre de 1888, el capitán de corbeta Policarpo Toro Hurtado tomó posesión de la Isla de Pascua, en nombre del Gobierno de Chile. 
Naufragó el 2 de abril de 1890 en la isla Tres Dedos, del grupo de Islas Vallenar, a la salida del canal Darwin, en el archipiélago de los Chonos, cuando se encontraba comisionado en la rebúsqueda de los náufragos del vapor inglés Gulf of Aden.